# Maurice McGregor
Pour les articles homonymes, voir McGregor.
Maurice McGregor est un cardiologue et professeur québécois né le 24 mars 1920 en Afrique du Sud et mort le 4 août 2025. 
Il a d'abord servi comme médecin au cours de la Seconde Guerre mondiale puis comme professeur et clinicien à l'Université Eitwatersrand et au Johannesburg Hospital de 1950 à 1957. 
Il s'est installé à Montréal en 1957 où il est attaché comme cardiologue au Royal Victoria Hospital. Il a aussi été professeur puis doyen de la Faculté de médecine de l'Université McGill de 1963 à 1972. Il est ensuite retourné comme doyen à la Faculté de médecine de l'Université Witwatersrand de Johannesburg pour 4 ans en 1984
Maurice McGregor meurt le 4 août 2025 à l'âge de 105 ans.

## Honneurs
- 2001 : Chevalier de l'Ordre national du Québec